# کلی تریپاکا
کلی تریپاکا (انگلیسی: Kelly Tripucka؛ زاده ۱۶ فوریهٔ ۱۹۵۹) یک بازیکن بسکتبال اهل ایالات متحده آمریکا است.